# 21.ª Divisão Panzer (Alemanha)
A 21ª Divisão Panzer (em alemão: 21. Panzer-Division) foi uma unidade militar blindada da Alemanha que esteve em serviço durante a Segunda Guerra Mundial.

## Comandantes

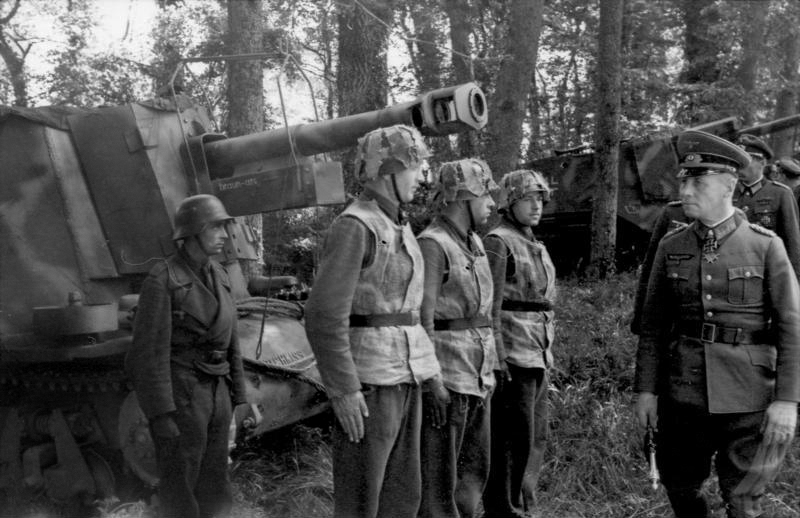
O marechal Erwin Rommel visitando as tropas da 21ª divisão, em 1944.

| Comandante                               | Data                                                        |
| ---------------------------------------- | ----------------------------------------------------------- |
| Generalmajor Johann von Ravenstein       | 1 de agosto de 1941 - 29 de novembro de 1941                |
| Oberstleutnant Gustav-Georg Knabe        | 29 de novembro de 1941 - 30 de novembro de 1941 m.d.st.F.b. |
| Generalmajor Karl Böttcher               | 1 de dezembro de 1941 - 18 de fevereiro de 1942             |
| Generalmajor Georg von Bismarck          | 19 de fevereiro de 1942 - 31 de março de 1942 m.d.st.F.b.   |
| Generalmajor Georg von Bismarck          | 1 de abril de 1942 - 31 de agosto de 1942                   |
| Generalmajor Heinz von Randow            | 01 Sept 1942 - 21 de dezembro de 1942                       |
| Oberst Alfred Breur                      | 21 de dezembro de 1942 - 31 de dezembro de 1942 m.d.F.b.    |
| Oberst Hans-Georg Hildebrandt            | 1 de janeiro de 1943 - 28 de fevereiro de 1943              |
| Generalmajor Hans-Georg Hildebrandt      | 1 de março de 1943 - 16 de março de 1943                    |
| Generalmajor Heinrich-Hermann von Hülsen | 17 de março de 1943 - 13 de maio de 1943                    |
| Reformado                                |                                                             |
| Generalmajor Edgar Feuchtinger           | 15 de julho de 1943 - 15 de janeiro de 1944                 |
| Generalmajor Oswin Grolig                | 10 de janeiro de 1944 - 9 de março de 1944 m.d.st.F.b.      |
| Generalleutnant Franz Westhoven          | 10 de março de 1944 - 8 de maio de 1944                     |
| Generalleutnant Edgar Feuchtinger        | 8 de maio de 1944 - 23 de janeiro de 1945                   |
| Oberst Helmuth Zollenkopf                | 24 de janeiro de 1945 - 11 de fevereiro de 1945 m.d.F.b.    |
| Generalleutnant Werner Marcks            | 12 de fevereiro de 1945 - 8 de maio de 1945                 |

## Oficiais de Operações
| Major Wolf-Rüdiger Hauser                                      | 1 de agosto de 1941 - 12 de setembro de 1941  |
| Major Hugo Freiherr von Süsskind-Schwendi                      | setembro de 1941 - de janeiro de 1942         |
| Major Friedrich-Wilhelm von Heuduck                            | Jan 1942 - de dezembro de 1942                |
| Oberstleutnant Helmuth Strempel                                | 10 de janeiro de 1943 - de abril de 1943      |
| Reformado                                                      |                                               |
| Oberstleutnant Wolf-Götz Freiherr von Berlichingen-Jagsthausen | 15 de julho de 1943 - 15 de setembro de 1944  |
| Major Gerhard Scharnhorst                                      | 15 de setembro de 1944 - 5 de janeiro de 1945 |
| Major Wilhelm Renner                                           | 5 de janeiro de 1945 - 20 de abril de 1945    |
| Major Alfred Schwutke                                          | 20 de abril de 1945 - 28 de abril de 1945     |

## Área de operações
| África do Norte             | agosto de 1941 - de maio de 1943    |
| França                      | julho de 1943 - de dezembro de 1944 |
| Alemanha                    | Dec 1944 - de fevereiro de 1945     |
| Polônia & Alemanha Oriental | fevereiro de 1945 - de maio de 1945 |

Afrika Korps; Batalha da Normandia/dia V, Batalha de Berlim; operação barbarossa. Sucessivamente.